# 콜 윌리암스
콜 윌리암스(Cole Williams, 1981년 7월 28일 ~ )는 미국의 배우, 텔레비전 배우이다.

## 영화
- 프리웨이 킬러 (2010년) - 카일 역
- 집시, 트램프스 & 시브즈 (2006년)
- 러버스, 라이어스 앤드 루나틱스 (2006년)
- 맘모스 (2006년)
- 레이스 유 투 더 바텀 (2005년) - 나단 역
- 노스 컨츄리 (2005년)
- 해리와 맥스 (2004년)